# Antheminia
Az Antheminia a félfedelesszárnyúak (Hemiptera) rendjében a poloskák (Heteroptera) alrendjébe sorolt címerespoloska-alkatúak (Pentatomomorpha) közt a címeres poloskaformák (Pentatominae) alcsaládjának egyik neme mintegy tíz fajjal.

## Rendszerezésük
A taxonok elkülönítésének nehézségei miatt a címeres poloskák (Pentatomidae) tagolása általában bizonytalan, de a Carpocorini nemzetséget a szakirodalom többé-kevésbé egységesen ítéli meg, de pl. az ITIS rendszeréből az egész nemzetség hiányzik.
A nemek jegyzékét Észak-Dakota Állami Egyeteme és a BioLib alapján közöljük.

## Származása, elterjedése
A nem palearktikus. A fajok közül Európában öt fordul elő:
- Antheminia absinthii
- Antheminia aliena
- fakó gyümölcspoloska (Antheminia lunulata)
- Antheminia pusio
- Antheminia varicornis.

Ezen belül az euro-turáni faunavidék közép-dunai faunakerületében két faj él:
- fakó gyümölcspoloska (Antheminia lunulata)
- Antheminia varicornis.